# Sedef Ecer

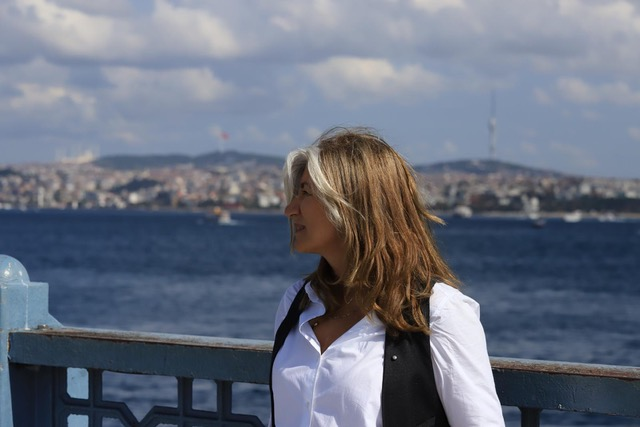

Sedef Ecer, née le 30 mai 1965 à Istanbul, est une romancière, auteure dramatique, scénariste, actrice et metteuse en scène franco-turque. Elle écrit en français et en turc.

## Biographie
Sedef Ecer a joué dans une trentaine de films turcs, la plus grand partie entre 1968 et 1974 époque où elle avait moins de 12 ans.
Elle est lauréate du Centre national du théâtre (CNT), du Centre national du cinéma, de la bourse Beaumarchais-SACD, des Rencontres méditerranéennes, de la Région Île-de-France, du prix national d'écriture théâtrale de Guérande, du « Coup de cœur des lycéens », le Prix Gulliver, du Brouillon d'un Rêve - Scam, du Prix Vélasquez, du Centre national du cinéma, elle a également écrit pour la radio (France Culture, RFI), le cinéma et la télévision (France 3).
Ses pièces ont été accueillies entre autres au Théâtre du Peuple aux Estivales de Bussang, à l’Opéra de Metz, au Festival international d’Istanbul, au Festival d’Avignon, à la Scène nationale Le Liberté, à la New York Public Library, au Théâtre Jean Vilar Suresnes, au Festival Fajr, au Potrero Stage à San Francisco, au New York Public Library, au Festival Paris des Femmes, à Hambourg Kammerspiele, Berlin Gorki Theater, Theatre Stadt Aalen en Allemagne, à la scène nationale de Saint-Nazaire, au Mois Molière, entre autres.
Plusieurs universitaires ont écrit des articles ou des mémoires sur son théâtre, elle a été accueillie dans plusieurs établissements pour parler de son œuvre, dont le Barnard College de l'université Columbia à New York, l'université de Californie à Berkeley, Sciences Po Paris, université du Péloponnèse (département d'Études théâtrales), celles-ci, écrites en langue française ont été traduites en roumain, anglais, allemand, polonais, grec, arménien, persan, italien, roumain et turc.
Ses textes ont été mis en scène, en voix ou en espace entre autres par Élise Chatauret, Thomas Bellorini, Bruno Freyssinet, Joëlle Cattino, Vincent Goethals, Armel Roussel, Jean-Mathieu Zand, Sophie-Aude Picon, Lisie Philip, Diane Lentin, Eve Lamarche, Mert Öner, Tina Brueggeman, Hansguenther Heyme, Céline Ters, Lisa Rothe, Shiva Ordooi, Erin Gilley, Evrin Odcikin, Laurent Maindon, Victoire Berger Perrin, Manoushak Fashahi.
Elle est, aux côtés de Fawzia Zouari et Leïla Slimani, membre fondatrice du Parlement des Écrivaines francophones imaginé par Fawzia Zouari. Sedef Ecer est entrée dans « Le Dictionnaire universel des créatrices » en 2014 (UNESCO) et est sociétaire de la SACD. Elle a été plusieurs fois membre des commissions de fonds de soutiens.

## Œuvre en français
- Trésor national, Éditions Jean-Claude Lattès, 2021 Livre de Poche, 2023
- Lady First suivi de e-passeur, L'Avant-scène théâtre  (ISBN 978-2-7498-1353-0)
- Paris des femmes : le meilleur des mondes, L'Avant-scène théâtre, Paris  (ISBN 978-2-7498-1303-5)
- Sur le seuil, L'Amandier, 2009  (ISBN 978-2-35516-138-4)
- Un œil sur le bazar, L'Espace d'un instant, 2010  (ISBN 978-2-35270-074-6)
- Le Peuple arrive, Édition Théâtre du peuple, 2011
- À la périphérie, Paris, L'Espace d'un instant en coédition avec les Éditions de l'Amandier, 2011  (ISBN 978-2-35516-159-9)
- Comme chez soi, téléfilm (France 3), 2011
- Les Descendants (2011), L'Espace d'un instant en coédition avec les Éditions de l'Amandier, Paris, 2012,  (ISBN 978-2-35516-174-2)
- Va jusqu'où tu pourras, Lansman, 2013  (ISBN 978-2-87282-916-3)
- Trois arbres à Istanbul (œuvre radiophonique, diffusion sur France Culture, octobre 2014)
- E-Ghost Company (œuvre radiophonique, diffusion sur France Culture], 2017
- Enfant Star à Istanbullywood (œuvre radiophonique, diffusion sur France Culture), 2019
- Gezi, dix ans après (oeuvre radiophonique, diffusion sur France Culture, 2023)
- Ouvrages collectifs :
  - Lumières étrangères (Magellan 2017  (ISBN 978-2-35074-449-0))
  - Le meilleur des mondes (Avant-Scène, 2014  (ISBN 978-2-7498-1303-5))
  - Corps de fille, corps de femme, 2023 (Editions des Femmes  (EAN 9782721011343))

## Distinctions
Lauréate Randell Cottage
- Lauréate Festival Chambéry
- Lauréate Randel Cottage
- Finaliste pour le prix Senghor 2021
- Finaliste pour le prix France Turquie
- Nomination pour le prix François Billetdoux 2021
- Finaliste pour le prix Coiffard
- Finaliste Prix Soroptimiste
- Nomination pour le Prix Première
- Lauréate 2020 du Centre National du Cinéma
- Lauréate de la Bourse Brouillon d'un Rêve - SCAM
- Lauréate du Prix Vélasquez - SCAM
- Nomination pour le prix de la meilleure comédie de télévision au Festival de la fiction de La Rochelle
- Lauréate du Centre national du théâtre
- Lauréate du prix Beaumarchais-SACD
- Rencontres méditerranéennes
- Lauréate de la Région Île-de-France (Commission théâtre pour la périphérie)
- Prix national d'écriture dramatique de Guérande
- Coup de cœur des lycéens
- Lauréate de la Région Île-de-France (Commission cinéma pour L'Absente)
- Nomination pour le prix SACD dramaturgie de langue française
- Nomination pour le prix Collidram
- Nomination pour le prix Godot
- Nomination pour le festival Stars de demain à Genève